# 慎思永
慎思永（？—？），號復菴，浙江湖州府歸安縣人，明末清初政治人物。

## 生平
崇禎六年（1633年）癸酉科浙江鄉試第二十三名舉人，崇禎十年（1637年）丁丑科會試一百五十四名，三甲一百六十三名進士。工部观政，十一年四月授遂溪知县，十五年降调，十六年考察。

## 家族
曾祖慎节，廪生；祖慎立大，庠生；父慎美中，庠生。